# Lista de prefeitos dos municípios de Roraima eleitos em 2020
Esta é a lista de prefeitos dos municípios de Roraima eleitos em 2020.
Nas eleições municipais brasileiras de 2020, 14 municípios roraimenses elegeram seus prefeitos, todos no primeiro turno, realizado em 15 de novembro. O candidato mais votado foi Leandro Pereira, do Solidariedade, com 8.587 votos. Jairo Ribeiro, do MDB, foi o candidato proporcionalmente mais votado, obtendo 69,84% dos votos no município de Iracema (se reelegeu para o segundo mandato)
Pela primeira vez na história, a capital do estado, Boa Vista, teve uma disputa de segundo turno, entre Arthur Henrique (MDB), na época vice-prefeito do município, e o deputado federal Otaci Barroso (Solidariedade) - no primeiro turno, o emedebista recebeu 78.425 votos, contra 16.735 de seu rival, ficando apenas 0,36% de ganhar a eleição. Em 29 de novembro, Arthur Henrique foi eleito o 70º prefeito de Boa Vista, com 116.792 votos (85,36% do total), enquanto Otaci recebeu apenas 20.032 (14,64%)
Dos 7 partidos que elegeram prefeitos, o Solidariedade foi o que mais teve êxito nas urnas, com 4 candidatos, um a mais que Republicanos e MDB. O PSD teve 2 prefeitos eleitos, enquanto PL, REDE e PP elegeram um.
| Nº | Município          | Prefeito                                  | Partido       | Votos                                | %                                 |
| -- | ------------------ | ----------------------------------------- | ------------- | ------------------------------------ | --------------------------------- |
| 1  | Alto Alegre        | Pedro Henrique Machado                    | PSD           | 3.928                                | 45,68                             |
| 2  | Amajari            | Núbia Lima                                | MDB           | 1.548                                | 30,68                             |
| 3  | Boa Vista          | Arthur Henrique                           | MDB           | 78.425 (1º turno) 116.792 (2º turno) | 49,64 (1º turno) 85,36 (2º turno) |
| 4  | Bonfim             | Joner Chagas                              | Republicanos  | 5.261                                | 66,83                             |
| 5  | Cantá              | André Castro                              | PP            | 5.508                                | 53,22                             |
| 6  | Caracaraí          | Dianiery de Souza Coelho (Diane)          | Solidariedade | 4.098                                | 38,09                             |
| 7  | Caroebe            | Osmar Filho                               | Republicanos  | 2.387                                | 49,47                             |
| 8  | Iracema            | Jairo Ribeiro                             | MDB           | 2.943                                | 69,94                             |
| 9  | Mucajaí            | Eronildes Gonçalves (Dona Nega)           | PL            | 5.405                                | 56,43                             |
| 10 | Normandia          | Wenston Raposo (Dr. Raposo)               | PSD           | 1.463                                | 24.30                             |
| 11 | Pacaraima          | Juliano Torquato                          | Republicanos  | 2.959                                | 48,63                             |
| 12 | Rorainópolis       | Leandro Pereira                           | Solidariedade | 8.587                                | 60,43                             |
| 13 | São João da Baliza | Luiza Laura                               | Solidariedade | 2.021                                | 51,93                             |
| 14 | São Luiz           | James Batista                             | Solidariedade | 2.925                                | 66,31                             |
| 15 | Uiramutã           | Benisio Roberto de Souza (Tuxaua Benisio) | REDE          | 2.066                                | 42,49                             |